# Isteria cumpărăturilor
Isteria cumpărăturilor (în mod alternativ, denumite și cumpărăturile generate de panică ori cumpărături din panică) apar atunci când consumatorii cumpără cantități neobișnuit de mari dintr-un produs înainte sau după un dezastru, ori a unui eveniment critic perceput sau în așteptarea unei creșteri mari de preț, ori a unei penurii.
Isteria cumpărăturilor în timpul diferitelor crize de sănătate este influențată de „(1) percepția indivizilor cu privire la amenințarea unei crize sanitare și deficitul de produse; (2) frica de necunoscut, care este cauzată de presiunea emoțională și incertitudine; (3) comportamentul de adaptare, care vede isteria cumpărăturilor ca un loc pentru ameliorarea anxietății și recâștigarea controlului asupra crizei; și (4) factorii psihologici sociali, care explică influența rețelei sociale a unui individ”.
Isteria cumpărăturilor este un tip de comportament de turmă. Este de interes în teoria comportamentului consumatorului, domeniul larg de studiu economic care se ocupă cu explicațiile pentru „acțiunile colective, cum ar fi trendurile și moda, mișcările bursiere, rulările de bunuri perisabile, cumpărăturile în masă, tezaurizarea și panica bancară”.

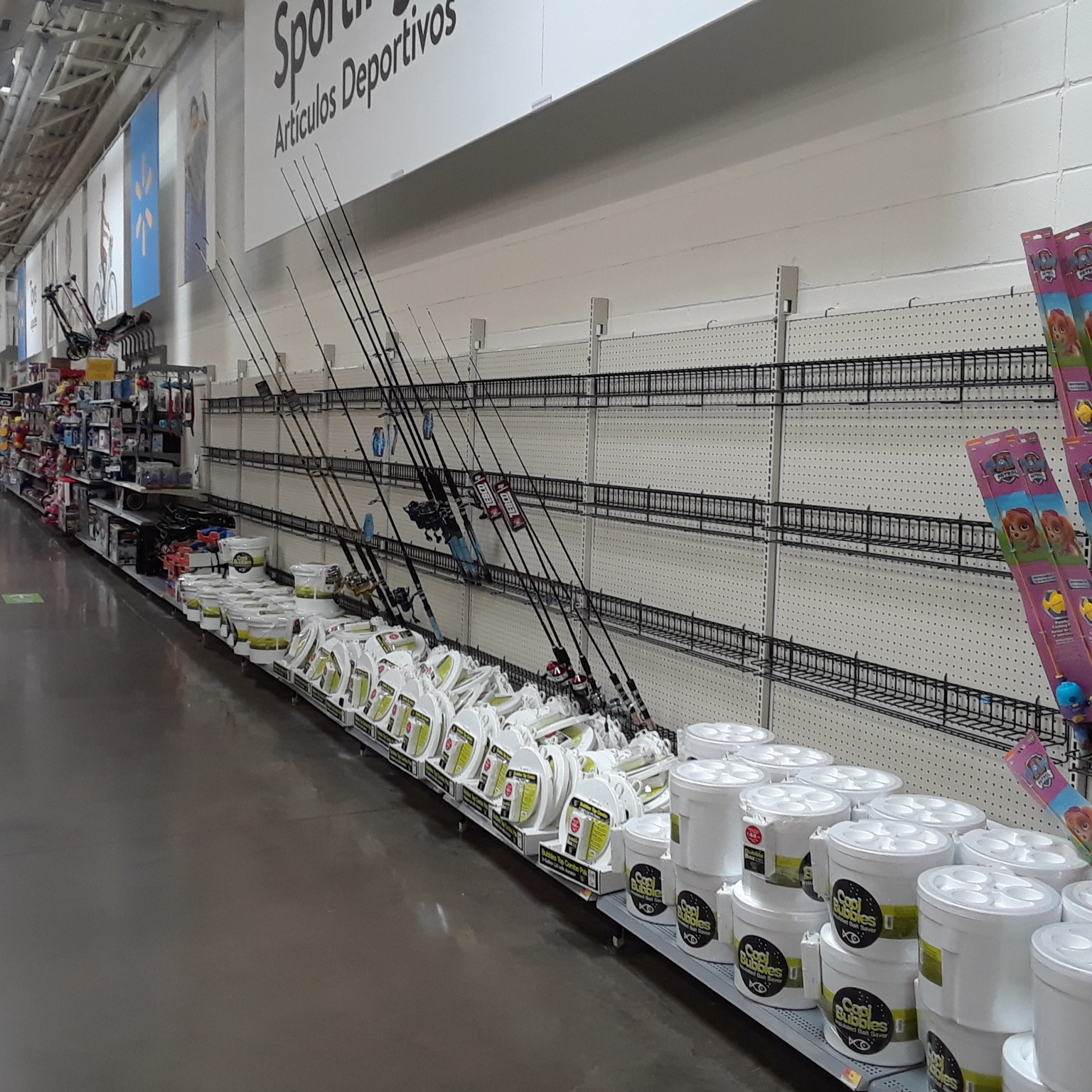
Isteria cumpărăturilor de undițe de pescuit în Corpus Christi, Texas, în timpul pandemiei de COVID-19

Isteria cumpărăturilor poate duce la lipsuri reale, indiferent dacă riscul unei penurii este real sau perceput; cel din urmă scenariu este un exemplu de profeție auto-împlinită.

## Exemple
Isteria cumpărăturilor a avut loc înainte, în timpul sau după:
- Primul (1914-1918)[5][6][7] și al Doilea Război Mondial (1939-1945).[8][9][10]
- Pandemia de gripă globală din 1918-1919 („gripa spaniolă”) a dus la isteria cumpărării de chinină și a altor remedii pentru gripă și simptomele acesteia de la farmaciști și cabinetele medicale.[11] Vânzările Vicks VapoRub au crescut de la 900.000 USD la 2,9 milioane USD într-un an.[12]
- În Prima Republică Austriacă în 1922, hiperinflația și deprecierea rapidă a coroanei austriece au dus la isteria cumpărăturilor și la tezaurizarea alimentelor, care au continuat până când o salvare susținută de Liga Națiunilor a prevenit un colaps economic.[13]
- Foametea din Bengal din 1943.[14]
- În 1962 Criza rachetelor cubaneze a dus la isteria cumpărării de conserve în Statele Unite.[15]
- Isteria cumpărării de hârtie igienică din 1973 în Statele Unite.[16]
- Criza petrolului din 1979 a dus la isteria cumpărării de petrol, condusă de Japonia.[17]
- Sosirea în 1985 a New Coke a determinat mulți consumatori să intre isteria cumpărării de Cola originală.[18][19]
- Problema anului 2000 – mâncare.[20][21]
- 2001 – isteria cumpărării metalelor, aurului și petrolului pe piețele internaționale de mărfuri în urma atacurilor din 11 septembrie.[22]
- În perioada ianuarie-februarie 2003, în timpul focarului de SARS , în provincia chineză Guangdong și în zone învecinate, cum ar fi Hainan și Hong Kong.[23]
- Protestele privind combustibilul din 2000 și 2005 din Marea Britanie.[24][25]
- 2005 Exploziile uzinei chimice din Jilin – apă, alimente.[26]
- 2008–2016 Lipsa de muniție în Statele Unite ale Americii – isteria cumpărării de către proprietarii de arme care se temeau de legile mai stricte pentru controlul armelor sub președintele Barack Obama a fost una dintre cauzele penuriei de muniție.[27][28]
- În septembrie 2013, în timpul crizei economice din Venezuela, guvernul venezuelean a preluat temporar fabrica de hârtie igienică Paper Manufacturing Company din Aragua pentru a gestiona „producția, comercializarea și distribuția” de hârtie igienică după luni de epuizare a stocurilor de bunuri de bază, inclusiv hârtie igienică. — și alimente, cum ar fi orezul și uleiul de gătit. Vina pentru penurie a fost pusă pe „politici guvernamentale prost concepute, cum ar fi controlul prețurilor la bunurile de bază și restricții stricte asupra valutei străine” și tezaurizare.[29]
- Dakazo – Pe fondul scăderii sprijinului înainte de alegerile municipale din Venezuela din 2013, președintele venezuelean Nicolás Maduro a anunțat ocuparea militară a magazinelor pe 8 noiembrie 2013, proclamând „Nu lăsați nimic pe rafturi!”[30] Anunțul reducerii prețurilor a declanșat jafurile în mai multe orașe din Venezuela.[31] Până la sfârșitul Dakazo, multe magazine din Venezuela au fost golite de produse.[30] Un an mai târziu, în noiembrie 2014, unele magazine au rămas goale după Dakazo.[30]
- În septembrie 2021, isteria cumpărării de benzină a dus la golirea stațiilor de alimentare cu combustibil în Regatul Unit. A fost acuzată lipsa șoferilor de cisterne, Brexit fiind cauza principală, potrivit celor mai mulți respondenți ai Asociației de transport rutier.[32]
- În noiembrie 2021, a avut loc isteria cumpărăturilor de alimente în British Columbia Interior și Fraser Valley, din cauza impactului inundațiilor din 2021 din Pacific Northwest.[33]
- Pe 3 martie 2022, în Rusia a avut loc isteria cumpărării mobilierului și a aparatelor electrocasnice IKEA din cauza deciziei companiei de a închide cele 17 magazine rusești, în contextul invaziei rusești a Ucrainei din 2022. Au fost semnalate cozi extinse în magazinele IKEA din Moscova și Sankt Petersburg, iar clienții au încercat să intre pe ușile de ieșire când ușile de intrare au fost închise.[34]
- În mai 2023, statele malaeziene Penang și Kedah s-au confruntat cu isteria cumpărării de apă îmbuteliată din cauza unei întreruperi a alimentării cu apă de la robinet care a durat mai puțin de 24 de ore.[35]

### Pandemia Covid-19
Isteria cumpărăturilor au devenit un fenomen internațional major între februarie și martie 2020 în timpul debutului timpuriu al pandemiei de COVID-19 și au continuat în valuri mai mici și mai localizate în timpul blocajelor sporadice din întreaga lume. Magazinele din întreaga lume au fost epuizate de articole precum măști de sanitare, alimente, apă îmbuteliată, lapte, hârtie igienică, dezinfectant pentru mâini, alcool izopropilic, șervețele antibacteriene și analgezice. Drept urmare, mulți comercianți cu amănuntul au raționalizat vânzarea acestor articole. Comercianții cu amănuntul online, cum ar fi eBay și Amazon, au început să scoată anumite articole listate spre vânzare de către terți, cum ar fi hârtie igienică, măști sanitare, paste, legume conservate, dezinfectant pentru mâini și șervețele antibacteriene din cauza preocupărilor legate de creșterea prețurilor. Drept urmare, Amazon a restricționat vânzarea acestor articole și a altora (cum ar fi termometre și ventilatoare) profesioniștilor din domeniul sănătății și agențiilor guvernamentale. În plus, isteria închirierii unităților de auto-stocare a avut loc în timpul declanșării pandemiei. Achizițiile masive de hârtie igienică au provocat nedumerire și confuzie din partea publicului. Imagini cu rafturi goale de hârtie igienică au fost distribuite pe rețelele sociale în multe țări din întreaga lume, de exemplu Australia, Statele Unite, Regatul Unit, Canada, Singapore, Hong Kong și Japonia. În Australia, două femei au fost acuzate de o altercație fizică din cauza hârtiei igienice la un supermarket. Severitatea isteriei cumpărăturilor a atras critici; în special din partea primului ministru al Australiei Scott Morrison, care le-a cerut australienilor să „oprească”. Cercetările asupra acestui fenomen social specific de tezaurizare a hârtiei igienice au sugerat că rețelele sociale au jucat un rol crucial în stimularea anxietății în masă și a panicii. Cercetările privind rețelele sociale au constatat că multe persoane care postează despre isteria cumpărăturilor de hârtie igienică sunt negative, exprimând fie furie, fie frustrare față de situația frenetică. Această cantitate mare de postări virale negative ar putea acționa ca un declanșator emoțional de anxietate și panică, răspândind în mod spontan frica și alimentând reacții psihologice în mijlocul crizei. Este posibil să fi declanșat un efect de bulgăre de zăpadă în public, încurajat de imaginile și videoclipurile cu rafturi goale și cu oameni care se certau pentru role de hârtie igienică.

## Efecte
Din punct de vedere economic, cumpărăturile generate de panică pot avea următoarele efecte:
- Creșterea cererii și a vânzărilor: Oamenii cumpără în cantități mari din produsele considerate esențiale sau necesare în situații de urgență sau criză. Acest lucru poate duce la o creștere semnificativă a cererii și la vânzări sporite pentru aceste produse.
- Impact asupra lanțului de aprovizionare: Cumpărăturile masive pot duce la o presiune semnificativă asupra lanțului de aprovizionare, deoarece producătorii și comercianții trebuie să facă față unei cereri neașteptate și excesive. Aceasta poate duce la dificultăți în gestionarea stocurilor și poate necesita măsuri suplimentare pentru a răspunde cererii.
- Creșterea prețurilor: Când cererea pentru un produs depășește semnificativ oferta disponibilă, prețurile pot crește. Comercianții pot profita de situația de panică pentru a majora prețurile, ceea ce poate duce la o inflație temporară pe acele produse.
- Impactul asupra altor produse și servicii: Cumpărăturile generate de panică pot afecta și alte produse și servicii. De exemplu, dacă oamenii se concentrează pe cumpărarea de provizii de bază, ar putea exista scăderi semnificative în vânzările altor categorii de produse.

## Galerie

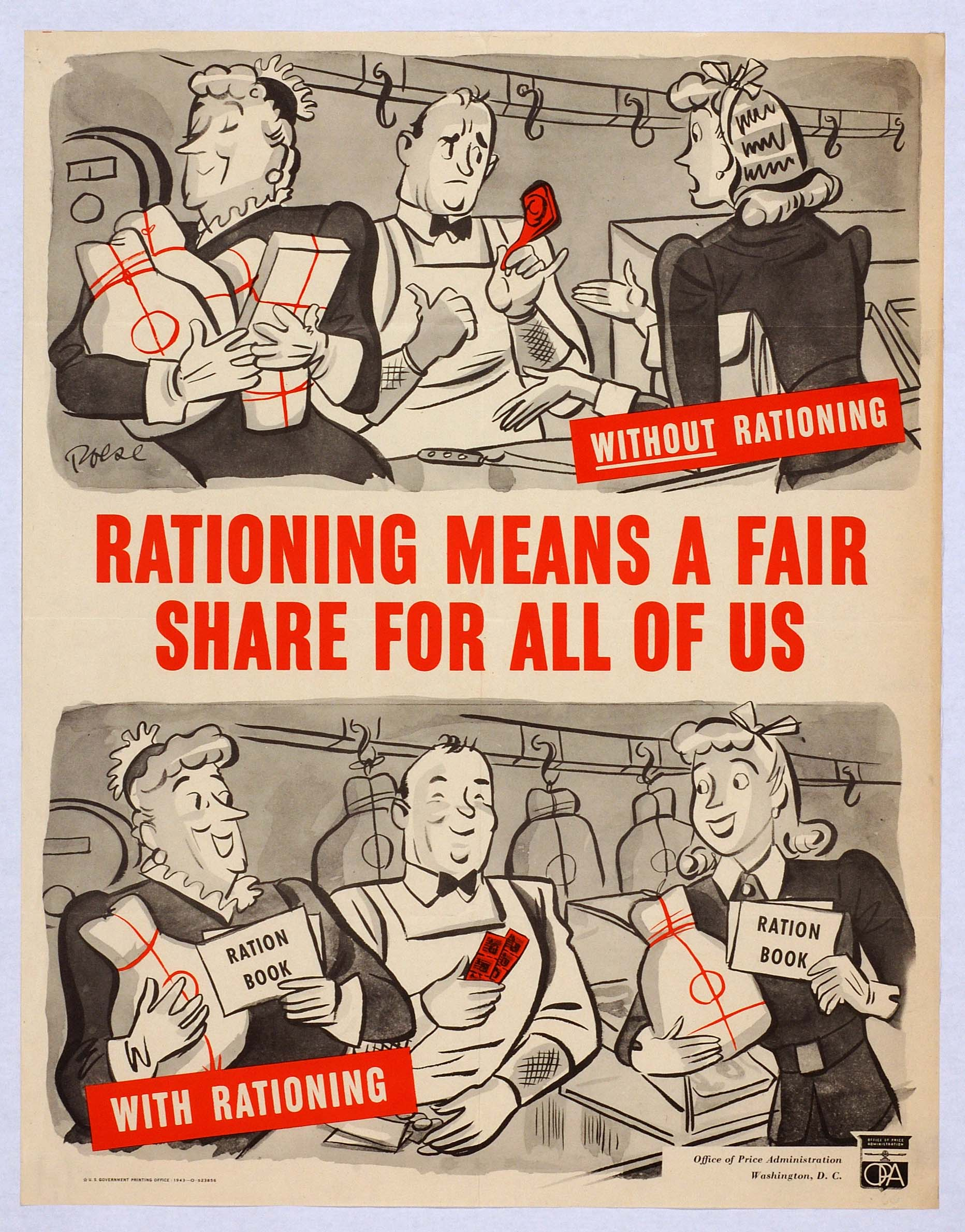
Un afiș pro-raționalizare din Statele Unite în timpul celui de-al Doilea Război Mondial, arătând efectele isteriei cumpărării de bunuri.
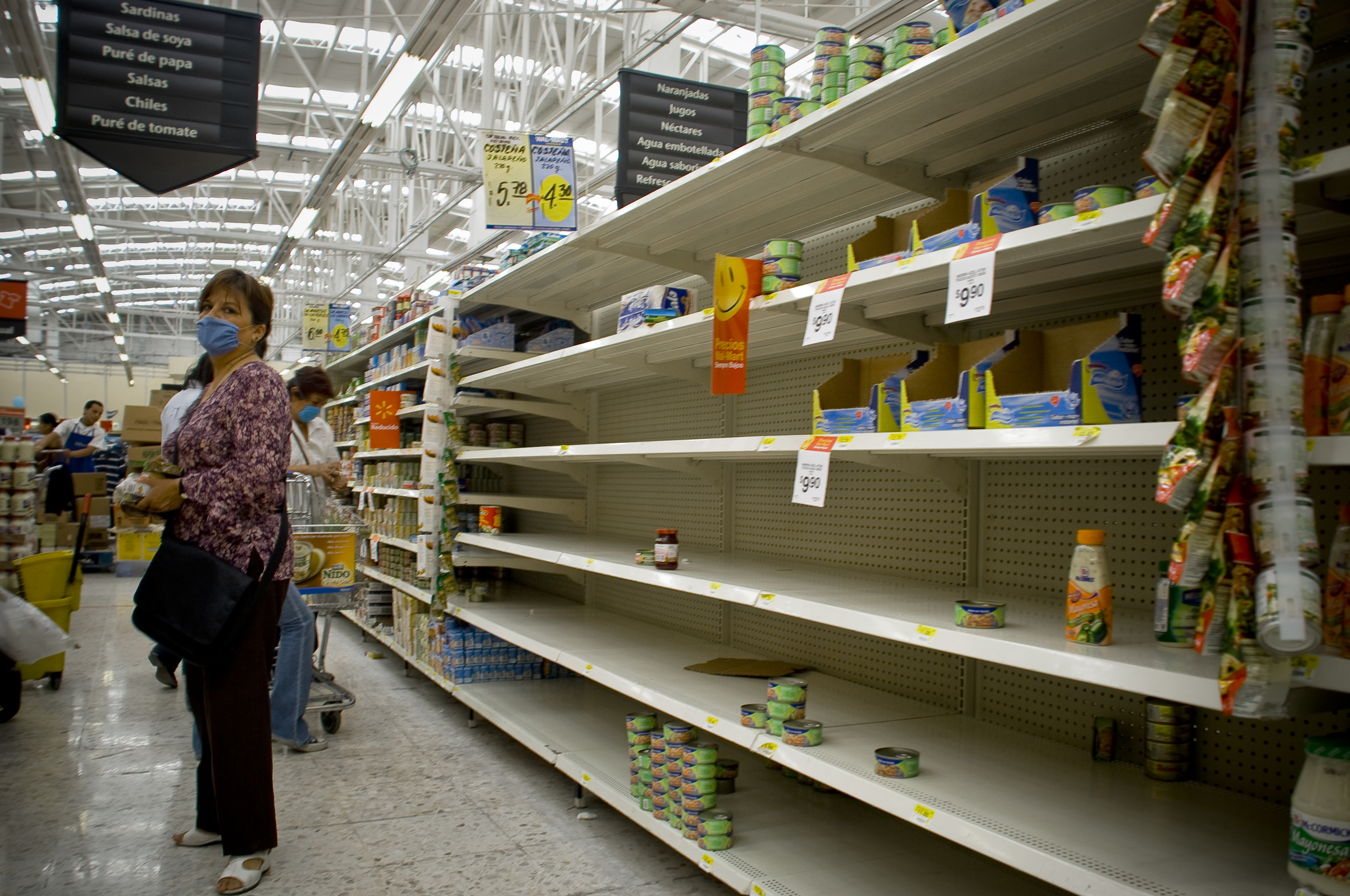
Cumpărători la un Wal-Mart în Ciudad de México cumpărând isteric converve în timpul pandemiei de gripă tip A(H1N1)
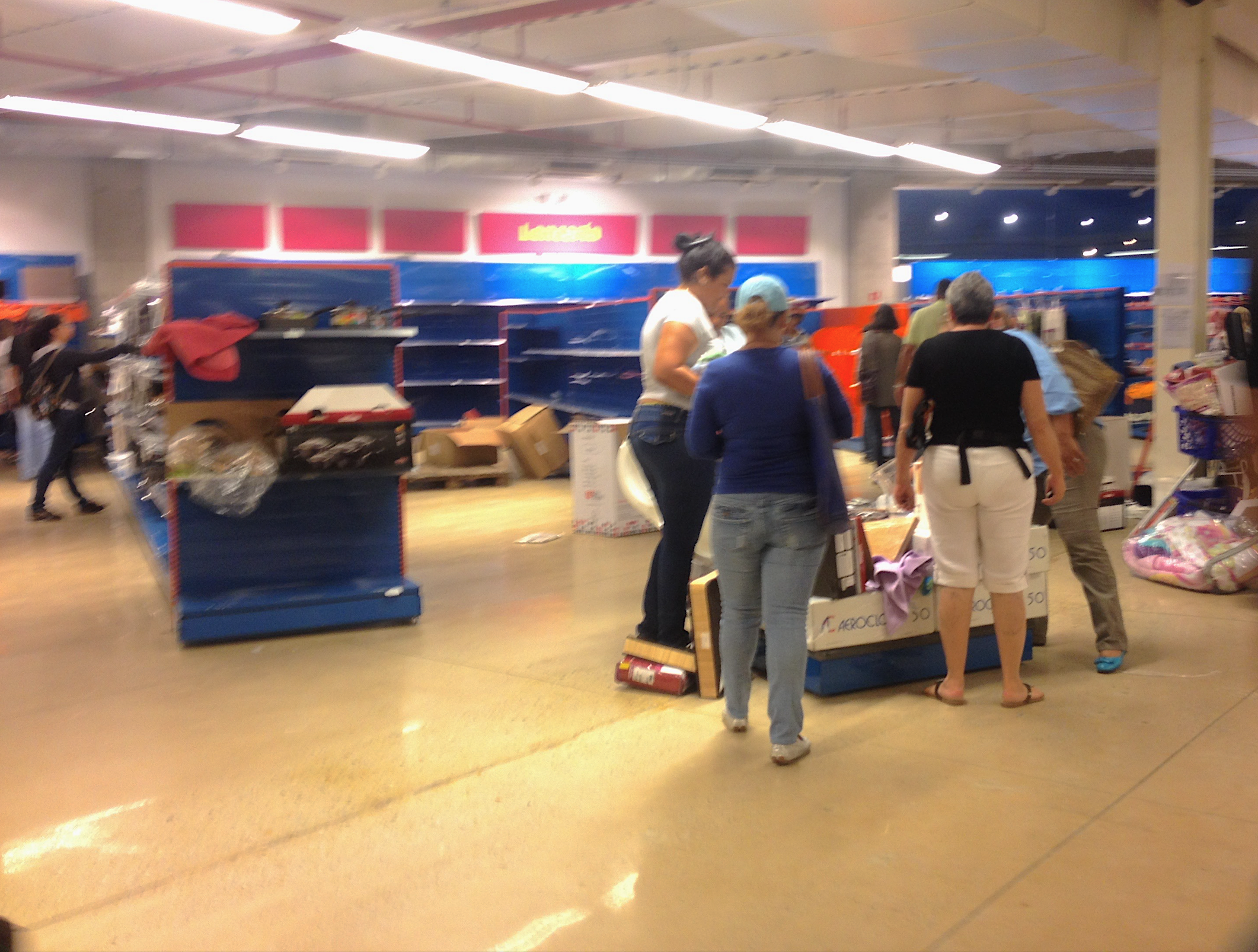
Venezueleni apucând produse în timpul Dakazo⁠(d), un eveniment al crizei din Venezuela⁠(d)
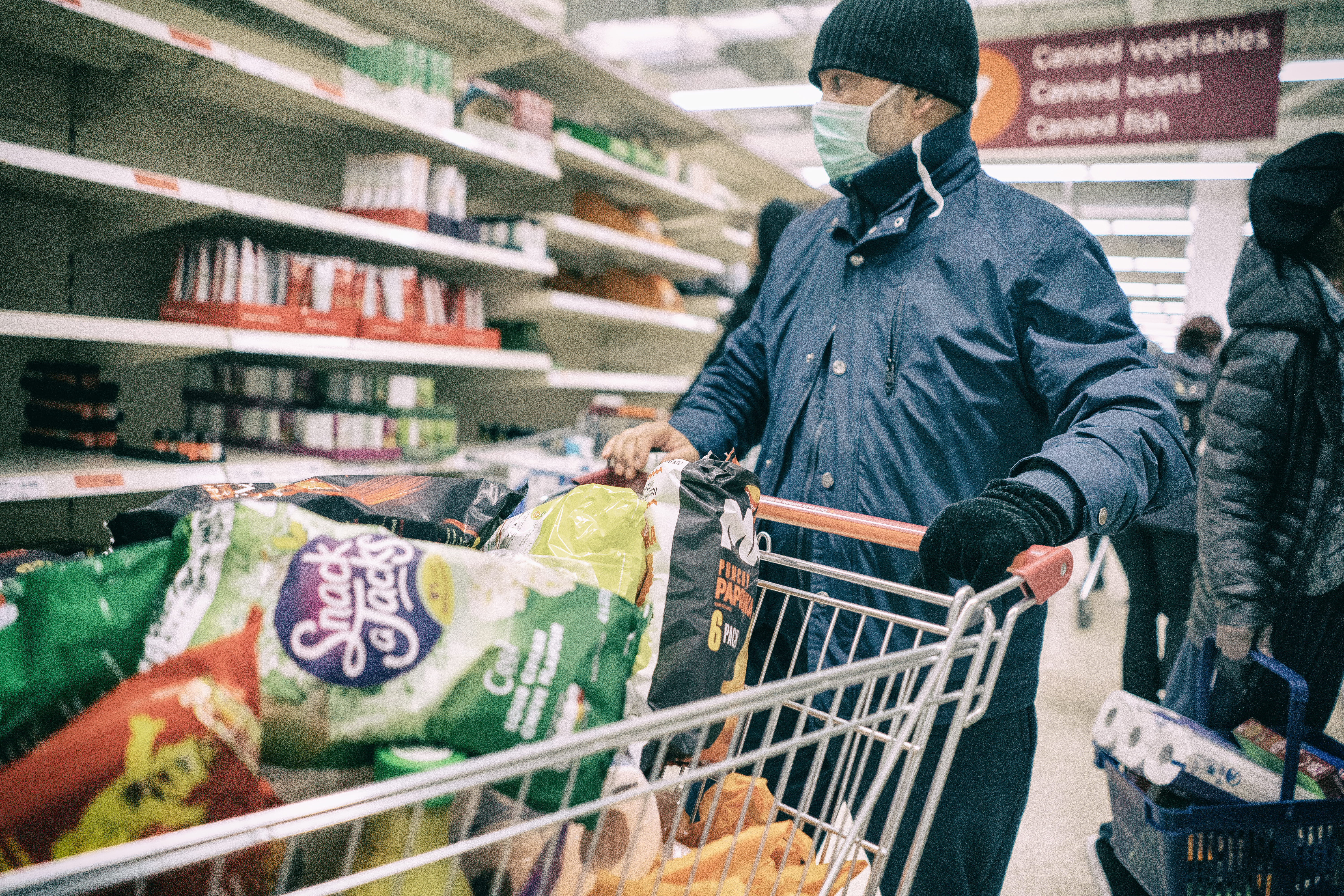
Cumpărători în Londra cumpărând isteric conserve și hârtie igienică în timpul pandmiei COVID-19
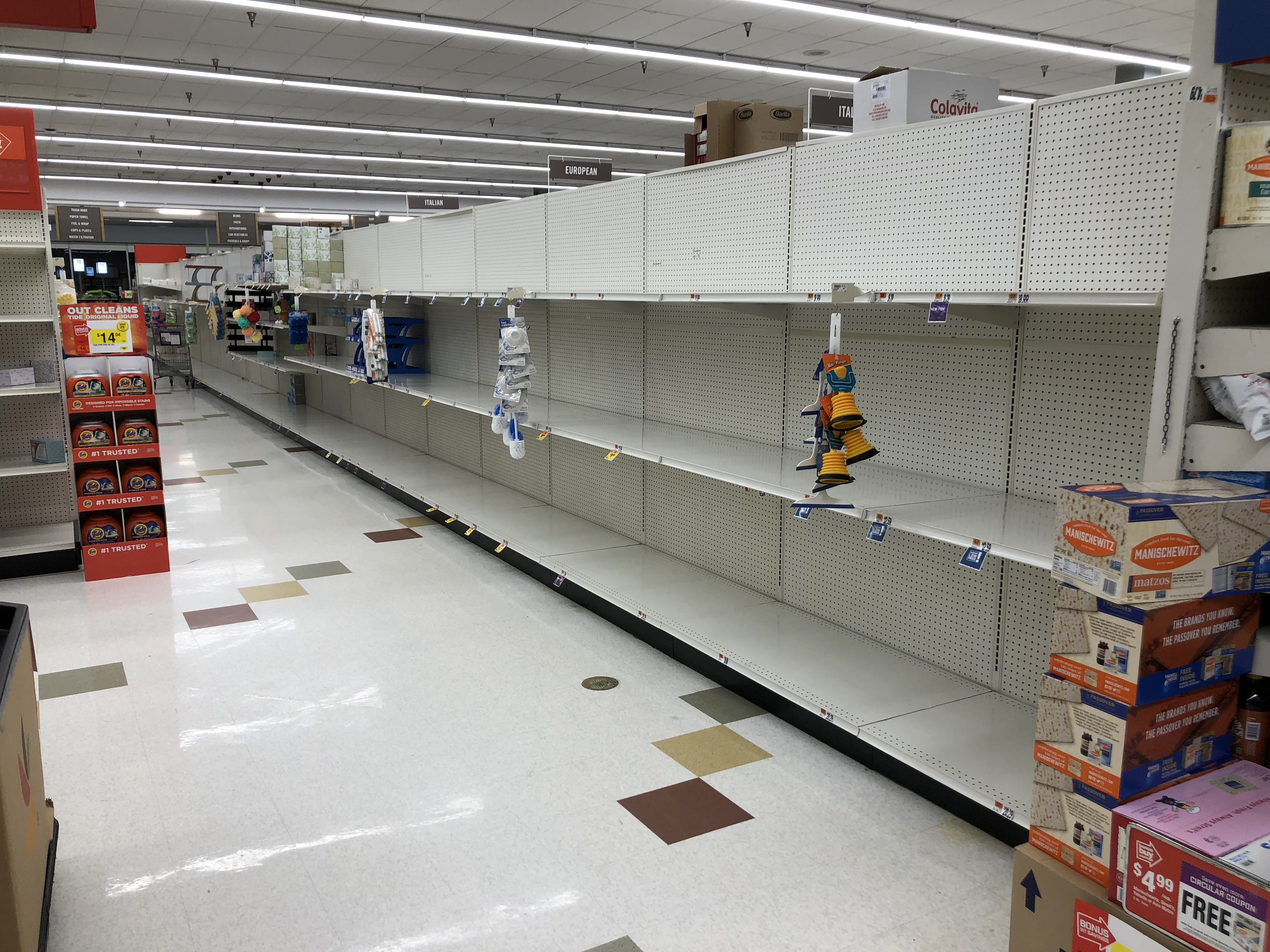
Isteria cumpărăturilor la supermarketul Giant⁠(d) în Franklin Farm, Virginia⁠(d), în timpul pandemiei COVID-19 din martie 2020